# Patria Rastra
Patria Rastra (* 26. November 1989) ist ein indonesischer Straßenradrennfahrer.
Rastra wurde 2008 Dritter im Straßenrennen der indonesischen Meisterschaft. In der Saison 2010 fuhr er für das indonesische Continental Team Polygon Sweet Nice und wurde  Etappensieger der Tour d’Indonesia sowie Fünfter der Tour de Jakarta. Von 2014 bis 2016 fuhr er für das Pegasus Continental Cycling Team. 2014 gewann er je einen Tagesabschnitt der Etappenrennen Le Tour de Filipinas und Banyuwangi Tour de Ijen.

## Erfolge
2010
- eine Etappe und Mannschaftszeitfahren Tour d’Indonesia

2014
- eine Etappe Le Tour de Filipinas
- eine Etappe Banyuwangi Tour de Ijen

## Teams
- 2010 Polygon Sweet Nice
- 2014–2016 Pegasus Continental Cycling Team